# Maître de la Vie de Marie

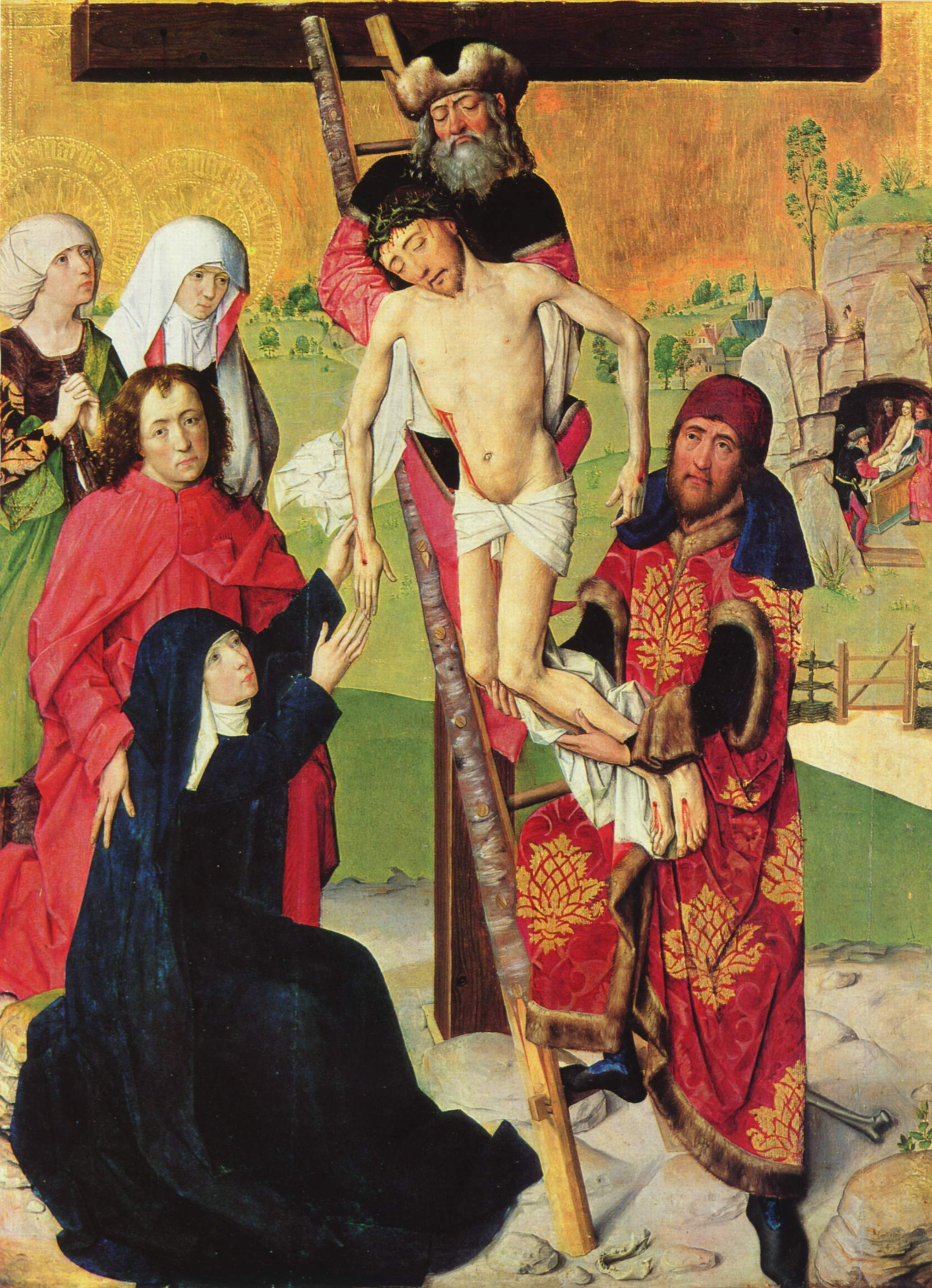
La Déposition du Christ, vers 1465, peinture sur bois,, Cologne, Wallraf-Richartz Museum.

Le maître de la Vie de la Marie, en allemand Meister des Marienlebens (actif de 1463 à 1490 environ) est le nom de convention donné à un peintre gothique allemand, vivant à Cologne. Il est également connu sous le nom de maître de Wilten et de Johann van Duyren, mais cette dernière identification ne fait pas consensus.
Il ne doit pas être confondu avec d'autres peintres désignés par des noms de convention similaires : le « Maître de la Vie de Marie d'Aix-la-Chapelle », un peintre norvégien du XIIIe siècle également appelé « maître de la Vie de Marie », le peintre vénitien de la fin du XVe siècle Giovanni Francesco da Rimini, parfois appelé « maître des scènes de la Vie de la Vierge », ou encore les trois peintres des xve et xvie siècles appelés « maître de la Mort de la Vierge ».

## Œuvre

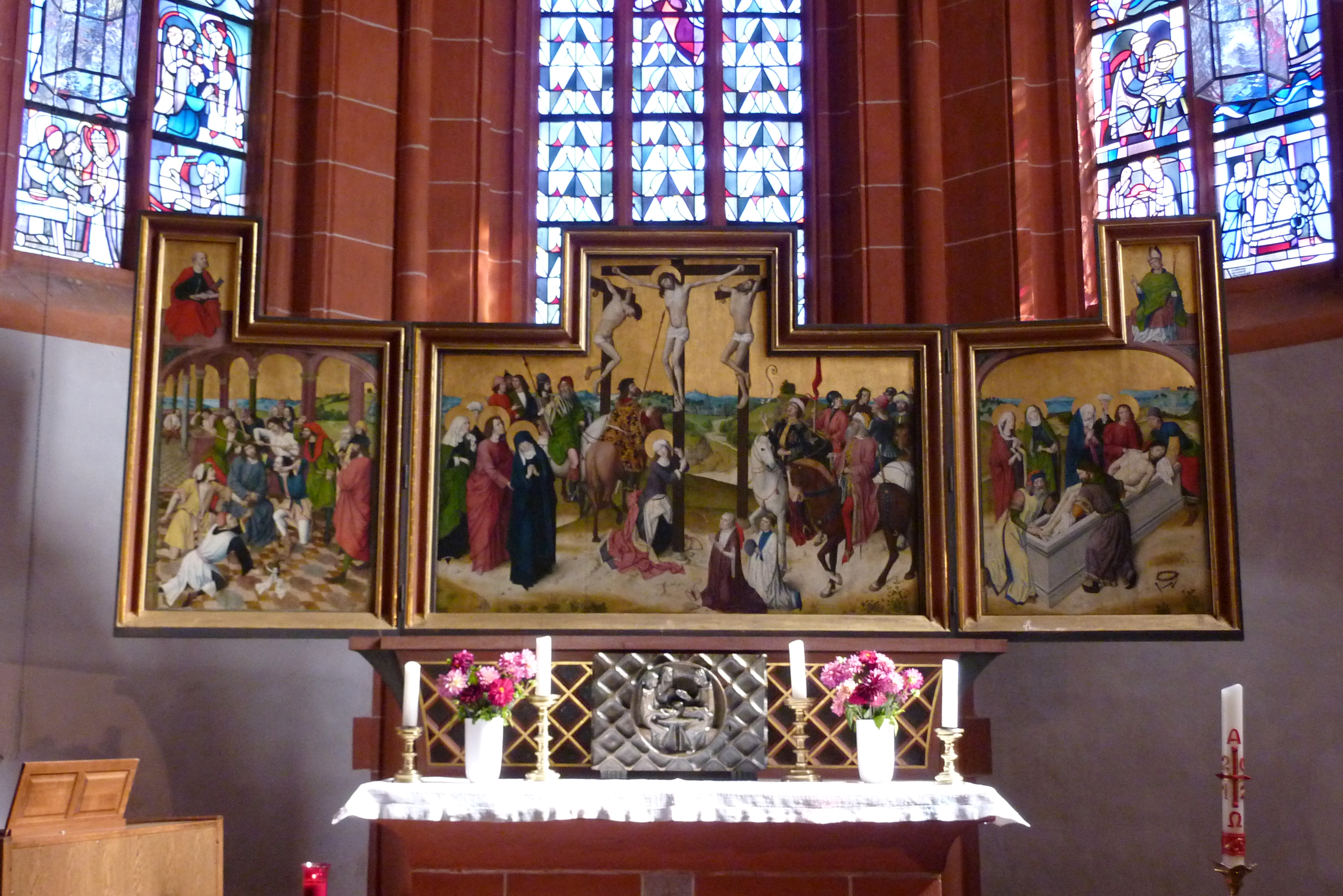
Triptyque avec Crucifixion, vers 1460, Chapelle de l'hôpital de Bernkastel-Kues

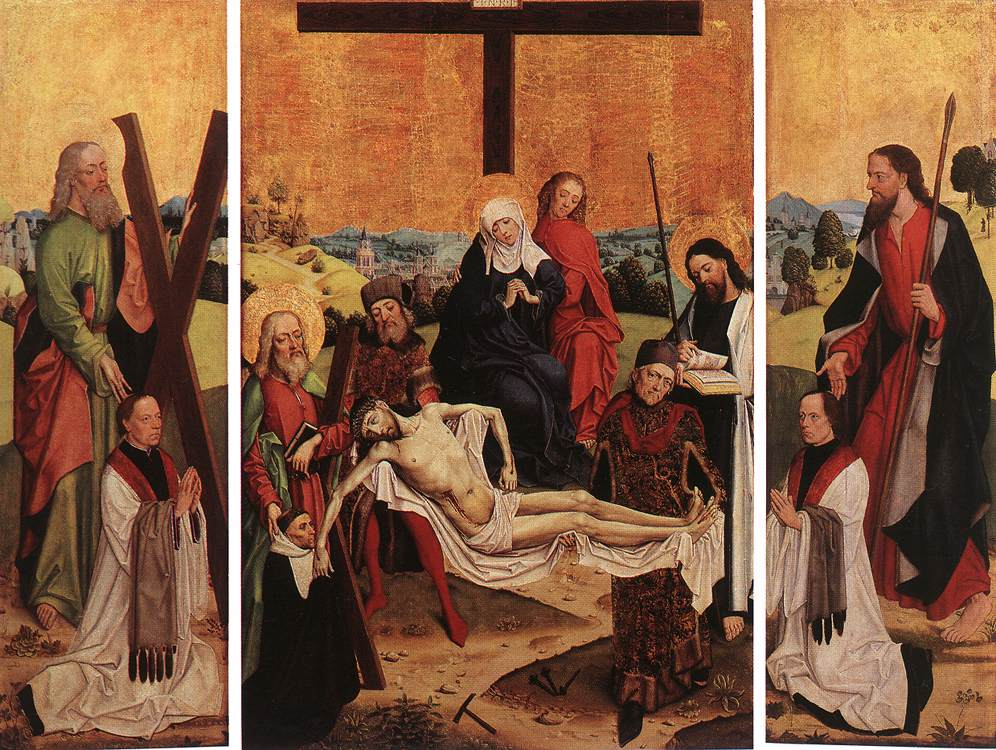
« Tersteegenaltar ». Triptyque du chanoine Gerhard ter Steghen de Monte, vers 1480, Wallraf-Richartz Museum.

Son atelier est identifié par son chef-d'œuvre, une série de huit représentations de scènes traditionnelles de la vie de la Vierge Marie, peintes pour l'église Sainte-Ursule (Ursulakirche) de Cologne. Sept sont aujourd'hui exposées à l'Alte Pinakothek de Munich, et une à la National Gallery de Londres, qui détient également les quatre panneaux extérieurs d'un retable de Werden - dont les panneaux centraux sont probablement perdus. D'autres œuvres de l'atelier du maître de la Vie de Marie ou de son atelier ont été identifiées : 
- un triptyque avec Crucifixion pour la chapelle de l'hôpital de Bernkastel-Kues, crée vers 1460 sur une commande du cardinal Nicolas de Cues, représenté comme donateur.
- une Adoration des Mages exposée au Germanisches Nationalmuseum de Nuremberg ;
- une Crucifixion, une Déposition du Christ et une Vierge à l'Enfant avec saint Bernardau Wallraf-Richartz Museum de Cologne ;
- une Vierge de l'Apocalypse (Bamberg, Neue Residenz) ;
- un Calvaire, avec saint André, saint Mathieu et un chanoine agenouillé conservé au Palais des beaux-arts de Lille,
- un triptyque avec une Lamentation, appelé « Tersteegenaltar », don de Gerhard ter Steghen de Monte, chanoine de Saint-André et professeur de théologie à l'université. Il est mort en 1480, et le retable a dû être terminé peu de temps après. C'est le donateur agenouillé qui embrasse respectueusement la main droite du Christ. Sur les volets l'apôtre André présente un neveu du donateur, et l'apôtre Matthias un autre neveu.

L'influence de peintres néerlandais (Dirk Bouts, Rogier van der Weyden) est perceptible dans son œuvre, et incline à penser qu'il a été formé à la peinture aux Pays-Bas. Son nom reste inconnu, comme celui de tous les peintres de l'école de Cologne, à l'exception de Stefan Lochner. Néanmoins, il semble avoir été l'un des peintres les plus reconnus de cette école : le style d'autres peintres actifs dans la même ville à cette époque indique qu'il a exercé sur eux une certaine influence. Des tableaux qui lui étaient attribuées antérieurement sont maintenant considérées comme réalisés par ces autres peintres, comme par exemple le Couronnement de Marie, attribuée au Maître de la Passion de Lyversberg. Ces interactions sont discutées par Hans M. Schmitt.

## LaVie de Marie

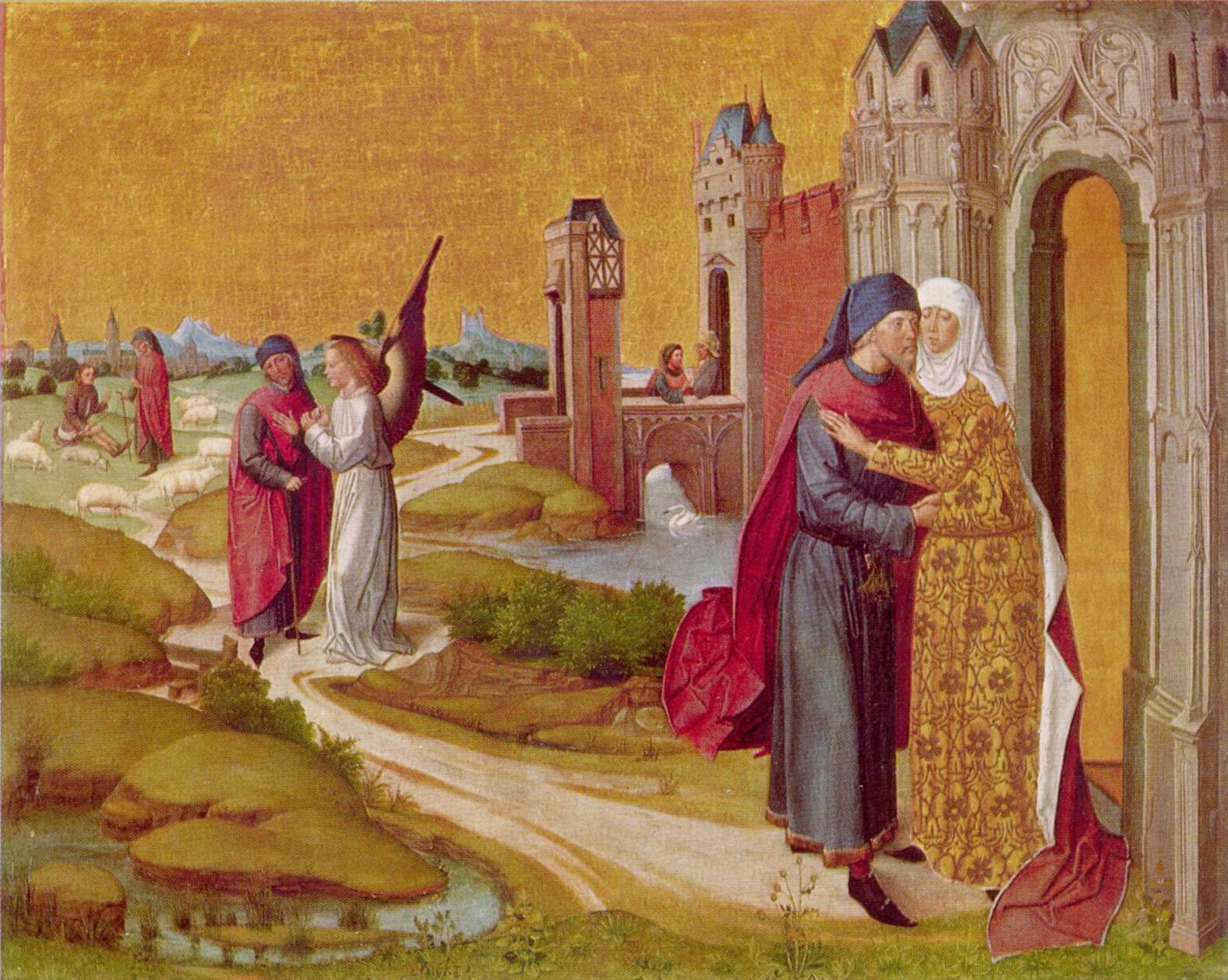
La rencontre de Joachim et d'Anne à la Porte dorée (Begegnung von Joachim und Anna an der goldenen Pforte), vers 1460, peinture sur bois, 85×106 cm, Munich, Alte Pinakothek.
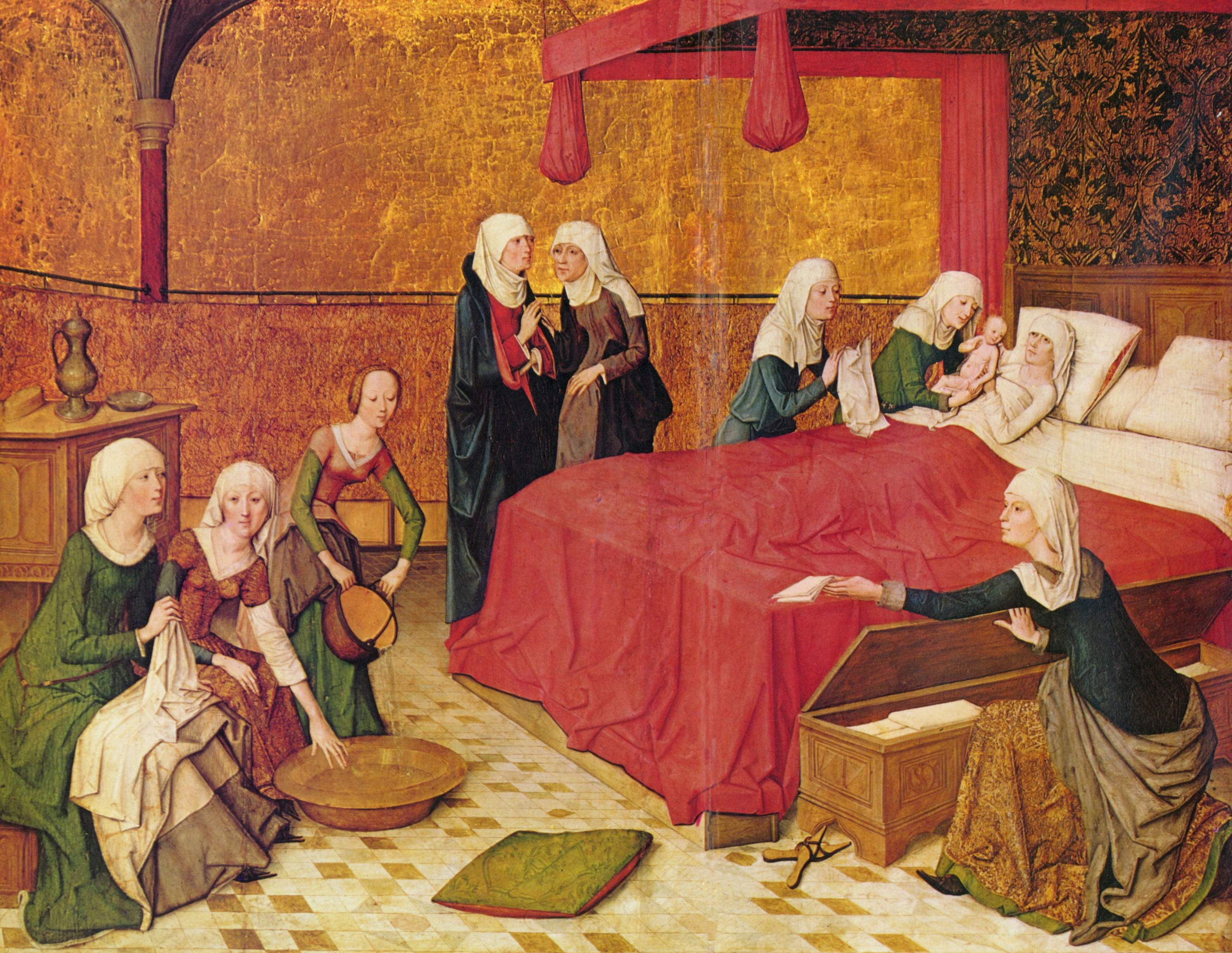
La Naissance de Marie (Geburt Mariens), vers 1460, peinture sur bois, 85×109 cm, Munich, Alte Pinakothek.
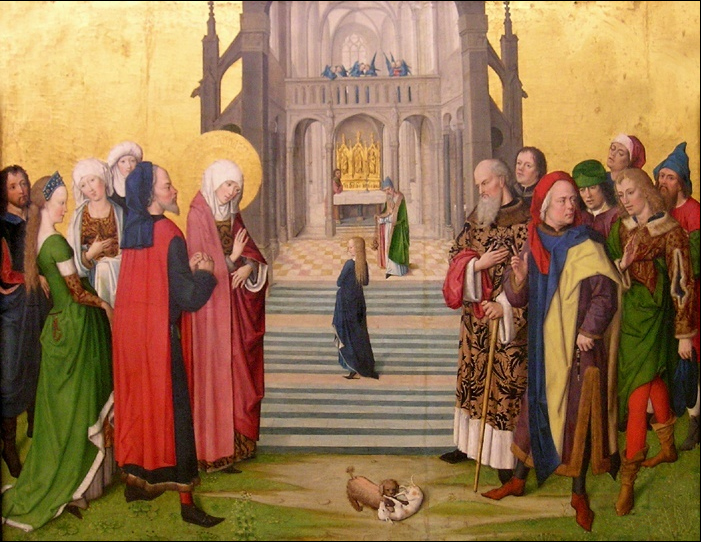
La Présentation de Marie (Tempelgang Mariae), entre 1460 et 1465, peinture sur bois, Munich, Alte Pinakothek.
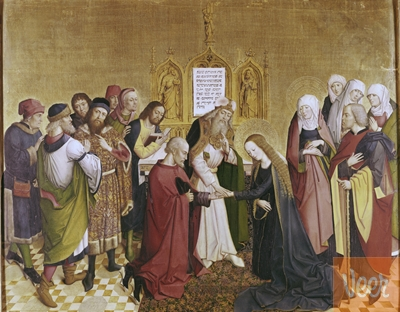
Le Mariage de la Vierge (Vermählung Mariae), entre 1463 et 1480, peinture sur bois, Munich, Alte Pinakothek.

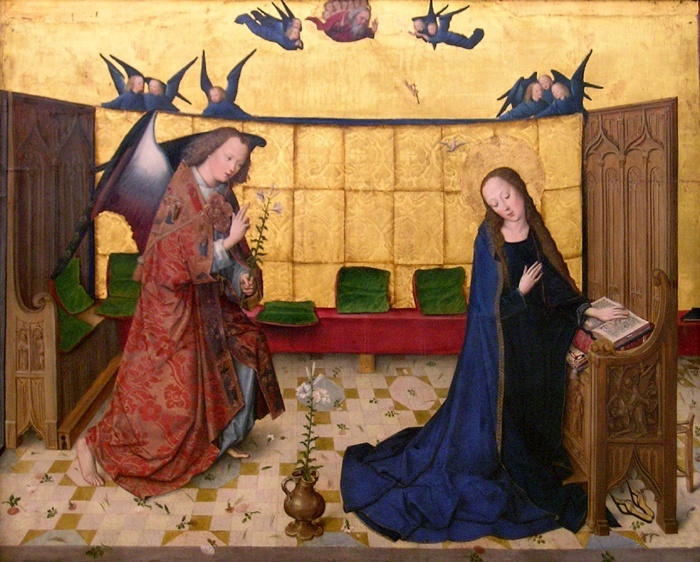
L'Annonciation (Verkündigung an Maria), entre 1463 et 1480, peinture sur bois, Munich, Alte Pinakothek.
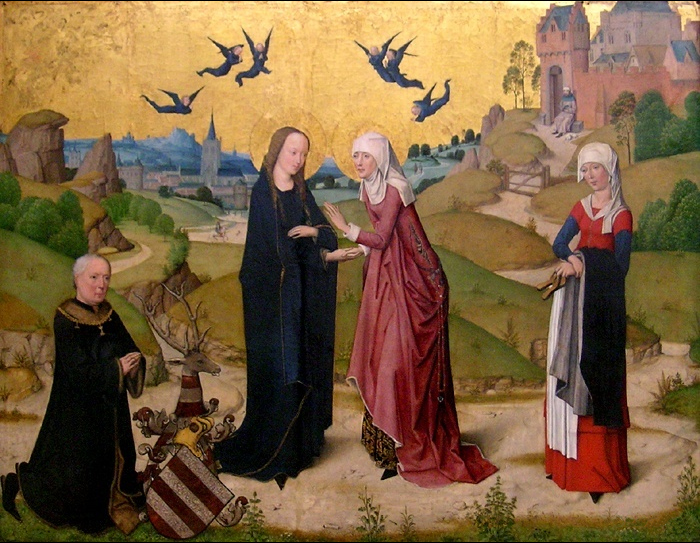
La Visitation (Heimsuchung Mariae), entre 1463 et 1480, peinture sur bois, Munich, Alte Pinakothek.
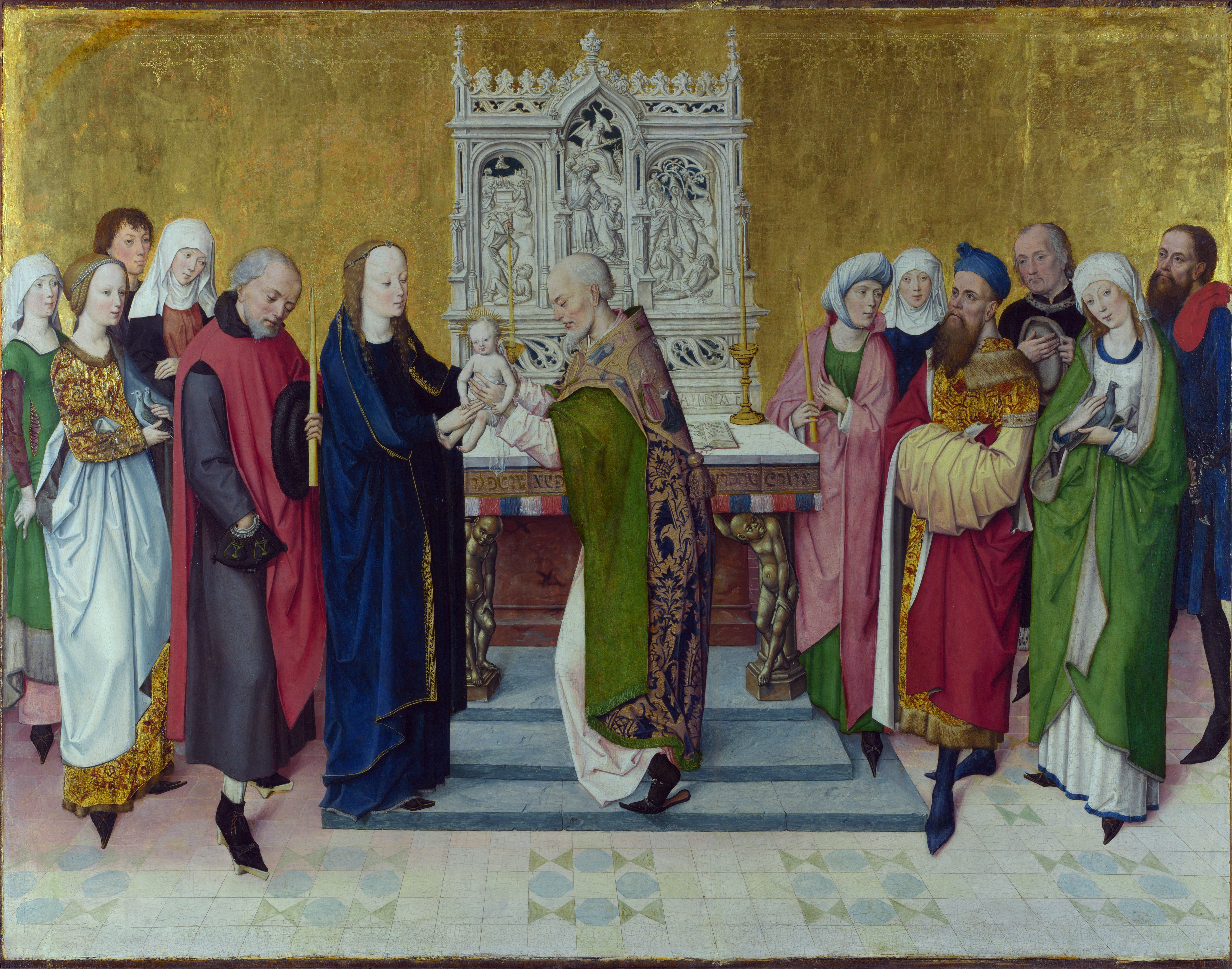
La Présentation de Jésus au Temple, entre 1460 et 1475, peinture sur bois, Londres, National Gallery.
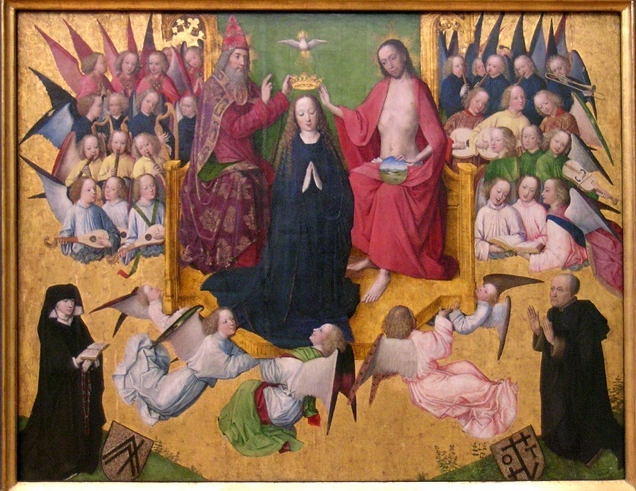
Le Couronnement de Marie (Himmelfahrt Mariae), entre 1463 et 1480, peinture sur bois, Munich, Alte Pinakothek.